# 타하르주
타하르주(Velāyat-e Takhār, 파슈토어: د تخار ولايت, 다리어: ولایت تخار)는 아프가니스탄 북동부의 주이다. 쿠와자무함마드 산맥의 서쪽에 위치하고 있다. 면적 12,333 km2, 인구 810,800명(2004년). 주도는 탈로칸(Taloqan)이다.

## 같이 보기
- 토카리스탄
- 탈로칸